# 20グレイテスト・ヒッツ
『20グレイテスト・ヒッツ』（英語: 20 Greatest Hits） は、1982年12月1日にアナログLPで発売されたビートルズのベスト・アルバムである。

## 解説
アメリカとイギリスのそれぞれの国でチャート1位になった曲を集めたアルバムで、イギリス編集盤とアメリカ編集盤ではその為、収録曲が若干違っている。日本では、アメリカ編集盤が発売された。これを拡大させたものが2000年に発売された『ザ・ビートルズ1』である。
イギリスの「ミュージック・ウィーク」誌では最高位第10位、アメリカの「ビルボード」誌では2週連続最高位第50位、「キャッシュボックス」誌では最高位第75位と低順位だったが、それでもアメリカだけで200万枚以上のセールスを記録している。
本作でビートルズの編集盤は1988年まで制作されなくなる。(実際にEMIが1985年に未発表曲集『セッションズ』を企画したが、発表しなかった。)

## 収録曲

### 英国盤

#### アナログA面
1. ラヴ・ミー・ドゥ - Love Me Do
2. フロム・ミー・トゥ・ユー - From Me to You
3. シー・ラヴズ・ユー - She Loves You
4. 抱きしめたい - I Want to Hold Your Hand
5. キャント・バイ・ミー・ラヴ - Can't Buy Me Love
6. ビートルズがやって来る ヤァ!ヤァ!ヤァ! - A Hard Day's Night
7. アイ・フィール・ファイン - I Feel Fine
8. 涙の乗車券 - Ticket to Ride
9. ヘルプ! - Help!
10. イエスタデイ - Yesterday
11. 恋を抱きしめよう - We Can Work It Out

#### アナログB面
1. ペイパーバック・ライター - Paperback Writer
2. イエロー・サブマリン - Yellow Submarine
3. エリナー・リグビー - Eleanor Rigby
4. 愛こそはすべて - All You Need Is Love
5. ハロー・グッバイ - Hello Goodbye
6. レディ・マドンナ - Lady Madonna
7. ヘイ・ジュード - Hey Jude
8. ゲット・バック - Get Back
9. ジョンとヨーコのバラード - The Ballad of John And Yoko

### 米国盤

#### アナログA面
1. シー・ラヴズ・ユー - She Loves You
2. ラヴ・ミー・ドゥ - Love Me Do
3. 抱きしめたい - I Want to Hold Your Hand
アメリカでは初のステレオ・ヴァージョンのリリース。
4. キャント・バイ・ミー・ラヴ - Can't Buy Me Love
5. ビートルズがやって来るヤァ!ヤァ!ヤァ! - A Hard Day's Night
アメリカでは初のステレオ・ヴァージョンのリリース。
6. アイ・フィール・ファイン - I Feel Fine
7. エイト・デイズ・ア・ウィーク - Eight Days a Week
8. 涙の乗車券 - Ticket to Ride
9. ヘルプ! - Help!
10. イエスタデイ - Yesterday
11. 恋を抱きしめよう - We Can Work It Out
12. ペイパーバック・ライター - Paperback Writer

#### アナログB面
1. ペニー・レイン - Penny Lane
ミキシング違いの『レアリティーズ Vol.2』のものを除けばアメリカでは初のステレオ・ヴァージョンのリリース。
2. 愛こそはすべて - All You Need Is Love
クレジットは無いがフェイド・アウトが早いショート・ヴァージョン。
3. ハロー・グッバイ - Hello Goodbye
4. ヘイ・ジュード（ショート・ヴァージョン） - Hey Jude
5. ゲット・バック - Get Back
6. カム・トゥゲザー - Come Together
7. レット・イット・ビー - Let It Be
8. ザ・ロング・アンド・ワインディング・ロード - The Long and Winding Road